# Mugur Mateescu
Mugur Mateescu (n. 13 iunie 1969, București, România) este un fost atlet român, specializat în proba de 400 m garduri.

## Carieră
Mugur Mateescu a devenit nu mai puțin de 12 ori campion al României în proba de 400 m garduri, 1987-1992, 1994-1996, 1998, 2000 și  2001, la care se adaugă și un titlu la 400 m plat (1989). În anul 1988 a câștigat medalia de argint la Campionatul Mondial de Juniori (sub 20). De trei ori a câștigat medalia de aur la Jocurile Balcanice. În 1996 a participat la Jocurile Olimpice de la Atlanta, dar nu a reușit să se califice în finală.
A fost căsătorit cu Rodica Mateescu, fostă triplusaltistă de performanță.

## Realizări
| An   | Competiție                              | Locație                | Loc | Eveniment     | Note  |
| ---- | --------------------------------------- | ---------------------- | --- | ------------- | ----- |
| 1988 | Campionatul Mondial de Juniori (sub 20) | Sudbury, Canada        | 2   | 400 m garduri | 50,70 |
| 1989 | Universiada                             | Duisburg, Germania     | 9   | 400 m garduri | 51,08 |
| 1990 | Campionatul European                    | Split, Iugoslavia      | 24  | 400 m garduri | 51,63 |
| 1992 | Jocurile Balcanice                      | Sofia, Bulgaria        | 2   | 400 m garduri | 50,35 |
| 1994 | Jocurile Balcanice                      | Trikala, Grecia        | 1   | 400 m garduri | 50,33 |
| 1994 | Jocurile Balcanice                      | Trikala, Grecia        | 1   | 400 m         | 47,24 |
| 1995 | Universiada                             | Fukuoka, Japonia       | 10  | 400 m garduri | 49,79 |
| 1996 | Jocurile Olimpice                       | Atlanta, Statele Unite | 36  | 400 m garduri | 49,97 |
| 1996 | Jocurile Balcanice                      | Niš, Serbia            | 1   | 400 m garduri | 50,99 |
| 1998 | Jocurile Balcanice                      | Belgrad, Serbia        | 6   | 400 m garduri | 52,18 |
| 2000 | Jocurile Balcanice                      | Kavala, Grecia         | 3   | 400 m garduri | 51,61 |
| 2001 | Jocurile Balcanice                      | Trikala, Grecia        | 2   | 400 m garduri | 51,72 |

## Recorduri personale
| Probă         | Performanță | Dată          | Locație   |
| ------------- | ----------- | ------------- | --------- |
| 400 m garduri | 49,63       | 19 iulie 1995 | București |